# New Milford (Nova Jersey)
New Milford és una població dels Estats Units a l'estat de Nova Jersey. Segons el cens del 2008 tenia 15.947 habitants.

## Demografia
Segons el cens del 2000, New Milford tenia 16.400 habitants, 6.346 habitatges, i 4.277 famílies. La densitat de població era de 2.741,2 habitants/km².
Dels 6.346 habitatges en un 29,2% hi vivien nens de menys de 18 anys, en un 55,9% hi vivien parelles casades, en un 8,8% dones solteres, i en un 32,6% no eren unitats familiars. En el 28,6% dels habitatges hi vivien persones soles el 10,4% de les quals corresponia a persones de 65 anys o més que vivien soles. El nombre mitjà de persones vivint en cada habitatge era de 2,54 i el nombre mitjà de persones que vivien en cada família era de 3,18.
Per edats la població es repartia de la següent manera: un 21,4% tenia menys de 18 anys, un 6% entre 18 i 24, un 31,8% entre 25 i 44, un 23,2% de 45 a 60 i un 17,6% 65 anys o més.
L'edat mediana era de 40 anys. Per cada 100 dones de 18 o més anys hi havia 88,4 homes.
La renda mediana per habitatge era de 59.118 $ i la renda mediana per família de 77.216 $. Els homes tenien una renda mediana de 46.463 $ mentre que les dones 36.987 $. La renda per capita de la població era de 29.064 $. Aproximadament l'1,7% de les famílies i el 3,4% de la població estaven per davall del llindar de pobresa.

## Poblacions més properes
El següent diagrama mostra les poblacions més properes.